# Sandra Paović

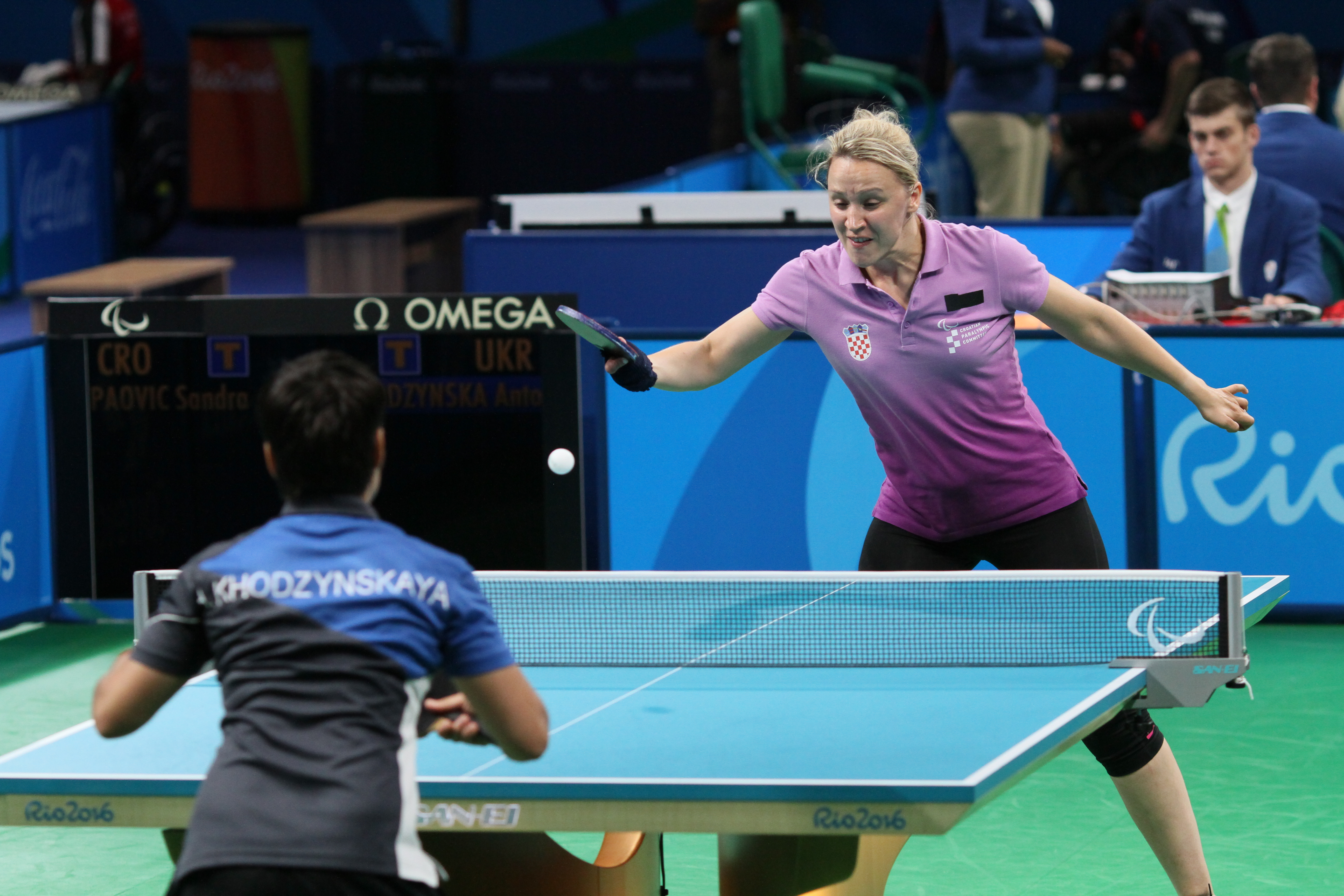
Sandra Paović

Sandra Paović (Vukovar, 15 april 1983) is een Kroatisch professioneel tafeltennisspeelster. Ze won zowel in Courmayeur 2003 als Aarhus 2005 zilver met de nationale vrouwenploeg op de Europese kampioenschappen en is sinds 1997 actief op de ITTF Pro Tour. De Kroatische nam deel aan zeven WK's (2000-2008), vier EK's (2000-2008) en aan de Olympische Zomerspelen 2008.
Paović speelde in clubverband onder meer competitie voor TV Busenbach in de Duitse Bundesliga. Haar hoogste notering op de ITTF-wereldranglijst is de 49e, die ze in oktober 2007 bereikte.

## Auto-ongeluk
Paović raakte ernstig gewond aan haar nekwervels bij een auto-ongeluk op vrijdag 30 januari 2009 in Parijs. Zij werd wakker in het ziekenhuis en bleek haar benen niet meer te kunnen bewegen en haar armen zeer beperkt. Haar Franse en Duitse dokters hebben haar een revalidatie aangeraden die negen maanden in beslag neemt, maar verwachten niet dat de Kroatische volledig zal herstellen.
Een bijkomend probleem voor Paović is dat de aangeraden behandeling plaats zou moeten vinden in een speciale kliniek en 300.000 euro kost. Omdat haar ouders dat niet op kunnen brengen, heeft de European Table Tennis Union een speciaal fonds voor haar in het leven geroepen om te proberen zo het benodigde bedrag bijeen te krijgen, het Sandra Paović Solidarity Fund. Een inzamelingsactie op de Kroatische televisie leverde 277.000 euro op daarvoor, terwijl de Sloveense speler Bojan Tokic zijn prijzengeld gewonnen op het Qatar Open 2009 doneerde ($1250,-).